# Jakob Kölliker
Jakob «Köbi» Kölliker (* 21. Juli 1953 in Biel) ist ein ehemaliger Schweizer Eishockeyspieler und jetziger -trainer und -funktionär. Zuletzt war er Cheftrainer beim EV Bomo Thun aus der Swiss Women’s Hockey League A (Fraueneishockey).

## Spielerkarriere
Kölliker spielte 1973 im Alter von 20 Jahren das erste Mal für die Schweizer Eishockeynationalmannschaft. Zwei Olympische Spiele und zwölf Eishockey-Weltmeisterschaften später hatte er mit insgesamt 213 Länderspielen einen im Gedächtnis vieler Eishockey-Fans haften gebliebenen langjährigen Schweizer Rekord aufgestellt. Dieser wurde erst im Februar 2007 von Martin Steinegger überboten, der seinerseits im April 2009 von Ivo Rüthemann als Rekordinternationaler abgelöst wurde.
Der Verteidiger Kölliker spielte auf nationaler Ebene in über 500 Ligaspielen und gewann mit dem EHC Biel drei Meisterschaften.

## Trainerkarriere
Nachdem er seine Spielerkarriere beendet hatte, kehrte er zur Saison 1993/94 als Trainer zum EHC Biel zurück. Er wurde im Dezember 93 entlassen. In den Folgejahren war er beim SC Langnau zunächst als Assistenz- später als Cheftrainer tätig. 1998 führte er die Mannschaft zum Aufstieg von der NLB in die NLA.
Ab 1999 war er Trainer der Schweizer U20-Eishockeynationalmannschaft und gleichzeitig Assistent von Ralph Krueger bei der Schweizer Eishockeynationalmannschaft bis zum Jahre 2010.
2007 wurde er für seine Verdienste mit der Aufnahme in die IIHF Hall of Fame geehrt.
Von 2011 bis 2012 war Kölliker als Nachfolger von Uwe Krupp Trainer der deutschen Eishockeynationalmannschaft, wurde aber nach dem 12. Platz bei der Eishockey-Weltmeisterschaft der Herren 2012 von seinen Aufgaben entbunden.
Im November 2012 kehrte Kölliker als Sportchef zu den SCL Tigers zurück. Im April 2013 sprang er als Interimstrainer für die verbleibenden Relegationsspiele ein, konnte den Abstieg in die National League B jedoch nicht verhindern.
Im September 2014 übernahm er das Amt des Sportchefs beim EHC Olten. Im März 2016, nachdem sich der EHCO während der Play-off-Halbfinalserie von Cheftrainer Heikki Leime getrennt hatte, übernahm Kölliker gemeinsam mit dem kanadischen Spieler Éric Beaudoin interimistisch den Trainerposten. Der angestrebte Einzug ins Final wurde aber verpasst. Nach dem enttäuschenden Abschneiden in der Saison 2016/17 (Viertelfinal-Aus gegen die Rapperswil-Jona Lakers) wurde Kölliker von der Clubleitung freigestellt.
In der Saison 2018/19 arbeitete er im Rahmen des Projekts China für den chinesischen Eishockeyverband und betreute die sowohl die chinesische U20-Eishockeynationalmannschaft als auch die Frauen-Nationalmannschaft als Cheftrainer. Im Juli 2019 übernahm er das Amt des Cheftrainers beim EV Bomo Thun aus der Swiss Women’s Hockey League A. Im November 2020 beendete er dieses Engagement.